# João-de-peito-escuro
O joão-de-peito-escuro (Synallaxis albigularis) é uma espécie de ave  da família Furnariidae. É encontrada na Bolívia, no Brasil, na Colômbia, no Equador e no Peru .

## Taxonomia e sistemática
O joão-de-peito-escuro foi anteriormente considerado coespecífico com o joão-de-peito-claro (S. albescens) e alguns autores os tratam como espécies irmãs .  O joão-de-peito-escuro tem duas subespécies, a nominal Synallaxis albigularis albigularis ( Sclater, PL, 1858) e Synallaxis albigularis rodolphei (Bond, J, 1956).

## Descrição
O joão-de-peito-escuro tem por volta de 15 centímetros e pesa por volta de 16 gramas, sem dimorfismo sexual claro. Os adultos da subespécie nominal têm o rosto e a coroa frontal cinza-amarronzados.  As coberteiras das asas são vermelho-escuras com bordas mais claras e as penas de voo são marrom-escuras. A garganta é branco-acinzentada.

## Distribuição e habitat
A subespécie Synallaxis albigularis rodolphei do joão-de-peito-escuro é encontrada no Departamento de Meta, no centro-sul da Colômbia até a Província de Napo, no Equagor . A subespécie nominal é encontrada desde Napo até o extremo sul do Departamento do Amazonas, no sudeste da Colômbia, passando pelo leste do Equador e Peru até o oeste da Bolívia e leste do Brasil, ao longo do Rio Amazonas até o Rio Negro. A espécie habita áreas capim alto, arbustos e matagais de  Gynerium em ilhas fluviais, além de outros. Em altitude, ocorre principalmente entre o nível do mar e 150 metros, mas pode ser encontrada em até 2100 metros de altitude.

## Comportamento

### Migração
O joão-de-peito-escuro reside ao longo do ano todo na mesma distribuição.

### Alimentação
O joão-de-peito-escuro alimenta-se de artrópodes e geralmente forrageia em pares.

### Reprodução
A temporada de reprodução do joão-de-peito-escuro inclui junho e julho na Colômbia, mas ainda não foi definida em outros lugares. Acredita-se que seja monogâmico. Seu ninho é formato por um emaranhado de gravetos com um tubo de entrada pela lateral, normalmente colocado em vegetação densa a cerca de 1 a 2 metros acima do solo.
A IUCN avaliou o joão-de-peito-escuro como sendo de menor preocupação, por sua grande distribuição; seu tamanho populacional não é conhecido, mas acredita-se que esteja aumentando.  É considerada comum e ocorre em diversas áreas protegidas.  É identificado em  muitas áreas de elevada perturbação antropogénica e expandindo o seu alcance para áreas desflorestadas”.